# Lingfield
Koordinaten: 51° 10′ N, 0° 1′ O
Lingfield ist eine Kleinstadt (engl. village bzw. civil parish) im District Tandridge der Grafschaft Surrey in South East England. 

## Der Ort
Die früheste überlieferte Erwähnung Lingfields findet sich auf einer Karte aus dem Jahr 871 unter dem Namen Leangafeld. Heute liegt der Ort, nahe der Grenze zu East Sussex, östlich der A22 in deren Verlauf zwischen Godstone und East Grinstead; die A22 stellt eine der Hauptverbindungsstraßen im Südosten Englands dar. Östlich von Lingfield verläuft der Nullmeridian. Die Einwohnerzahl von Lingfield (Parish) wurde beim Census 2001 mit 4215 Personen ermittelt. Bekannt ist Lingfield insbesondere für seine Pferderennbahn Lingfield Park.

## Persönlichkeiten
- Pauline Astor (1880–1972), Mitglied der Astor-Familie
- Bill Aston (1900–1974), Autorennfahrer
- Henry Surtees (1991–2009), Autorennfahrer